# Jaakko Hintikka
Jaakko Hintikka, finski logik in analitični filozof, * 12. januar, 1929, Vantaa, Finska, † 12. avgust 2015, Porvoo.

## Življenje
V letih od 1956 do 1959 je bil med desetimi izbranimi prejemniki štipendije za mlade raziskovalce  na Univerzi Harvard. Leta 1963 je promoviral pri logiku Georgu Henriku von Wrightu na Univerzi v Helsinkih. Poleg poučevanja na Finski akademiji je poučeval še na Državni univerzi Floride in na Stanfordu. Od leta 1990 do svoje smrti leta 2015 je poučeval na Univerzi v Bostonu.